# Aire urbaine d'Aubusson
 (juin 2025).
Motif : Non respect de Wikipédia:Notoriété des collectivités locales et divisions administratives françaises.
- Archive Wikiwix
- Bing
- Cairn
- DuckDuckGo
- E. Universalis
- Gallica
- Google
- G. Books
- G. News
- G. Scholar
- Persée
- Qwant
- (zh) Baidu
- (ru) Yandex
- (wd) trouver des œuvres sur Wikidata

| 1. | Préciser le motif de la pose du bandeau. | Précisez le motif de la pose du bandeau en utilisant la syntaxe suivante : {{admissibilité à vérifier\|date=juin 2025\|motif=remplacez ce texte par le motif}}                               |
| 2. | Informer les utilisateurs concernés.     | Pensez à avertir le créateur de l'article, par exemple, en insérant le code ci-dessous sur sa page de discussion : {{subst:avertissement admissibilité à vérifier\|Aire urbaine d'Aubusson}} |

L'aire urbaine d'Aubusson est une aire urbaine française centrée sur l'unité urbaine d'Aubusson.

## Données générales
L'aire urbaine d'Aubusson est composée de neuf communes et compte 6 095 habitants en 2017.
Le tableau suivant détaille la répartition de l'aire urbaine sur le département :
| Département | Communes (nb) | Communes (%) | Superficie (km²) | Superficie (%) | Population (2017) | Population (%) |
| ----------- | ------------- | ------------ | ---------------- | -------------- | ----------------- | -------------- |
| Creuse      | 9             | 3,5          | 136,2            | 2,5            | 6 095             | 5,14           |

## Composition
L'aire urbaine d'Aubusson est composée des neuf communes suivantes :
| Nom                   | Code Insee | Statut | Superficie (km2) | Population (dernière pop. légale) | Densité (hab./km2) |
| --------------------- | ---------- | ------ | ---------------- | --------------------------------- | ------------------ |
| Alleyrat              | 23003      |        | 9,54             | 141 (2022)                        | 15                 |
| Aubusson              | 23008      |        | 19,21            | 3 036 (2022)                      | 158                |
| Blessac               | 23024      |        | 17,75            | 532 (2022)                        | 30                 |
| Moutier-Rozeille      | 23140      |        | 19,66            | 433 (2022)                        | 22                 |
| Saint-Alpinien        | 23179      |        | 15,21            | 290 (2022)                        | 19                 |
| Saint-Amand           | 23180      |        | 8,05             | 453 (2022)                        | 56                 |
| Saint-Maixant         | 23210      |        | 13,86            | 233 (2022)                        | 17                 |
| Saint-Marc-à-Frongier | 23211      |        | 25,45            | 427 (2022)                        | 17                 |
| Saint-Pardoux-le-Neuf | 23228      |        | 7,51             | 196 (2022)                        | 26                 |

## Évolution démographique
| 1968  | 1975  | 1982  | 1990  | 1999  | 2007  | 2012  | 2017  |
| ----- | ----- | ----- | ----- | ----- | ----- | ----- | ----- |
| 8 400 | 8 621 | 8 244 | 7 917 | 7 371 | 6 848 | 6 391 | 6 095 |